# Joseph Boze

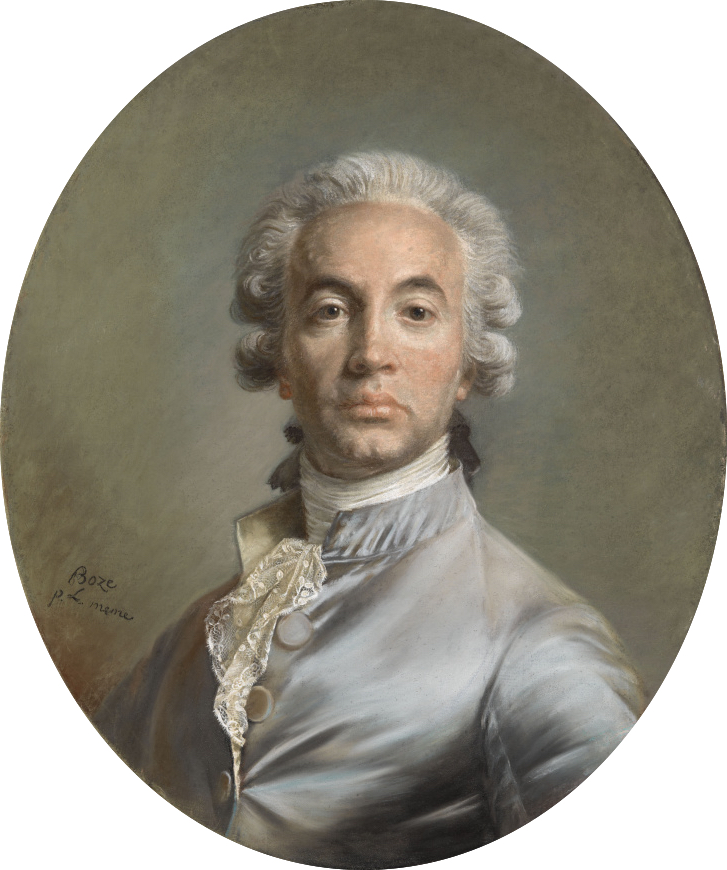
Selbstporträt (1782)

Joseph Boze (* 7. Februar 1745 in Martigues; † 25. Januar 1826 in Paris) war ein französischer Porträtmaler.
Bereits in jungen Jahren beschäftigte er sich mit Kunst und Design. Im Alter von 17 Jahren besuchte er das namhafte École académique de dessin in Marseille, die heutige École Supérieure des Beaux-Arts de Marseille. Später ging er nach Paris und wurde ein Schüler des französischen Hofmalers Maurice Quentin de La Tour (1704–1788). Bekannt wurde Boze durch seine Porträts französischer Adliger aus der Zeit des Ancien Régimes.
Während der Französischen Revolution malte er Persönlichkeiten der neuen Staatsführung wie Mirabeau, Maximilien de Robespierre und Jean Paul Marat. Nachdem er im Prozess gegen Marie-Antoinette zu deren Gunsten aussagte, wurde Boze in der Conciergerie arrestiert. Nach dem Sturz von Robespierre kam er wieder auf freien Fuß und emigrierte nach England. 1798 kehrte er nach Paris zurück, wo er bis zu seinem Tode 1826 als Maler arbeitete.

## Werke (Auswahl)

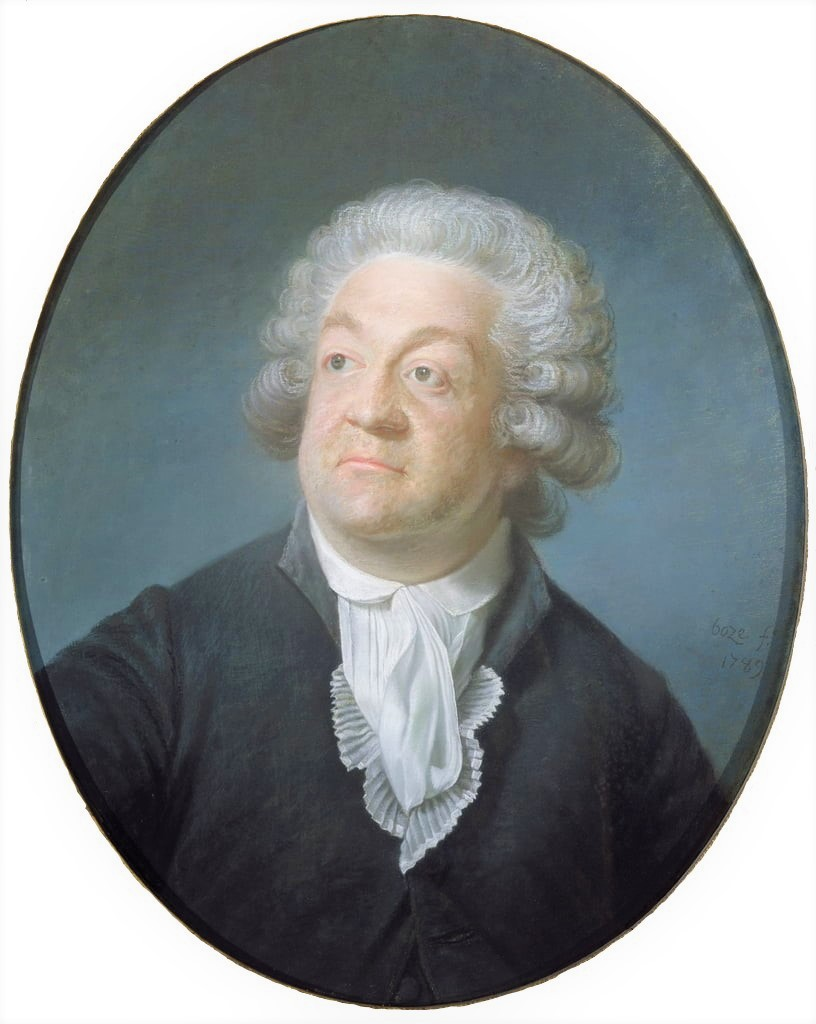
Porträt von Gabriel de Riqueti, comte de Mirabeau (1749–1791)
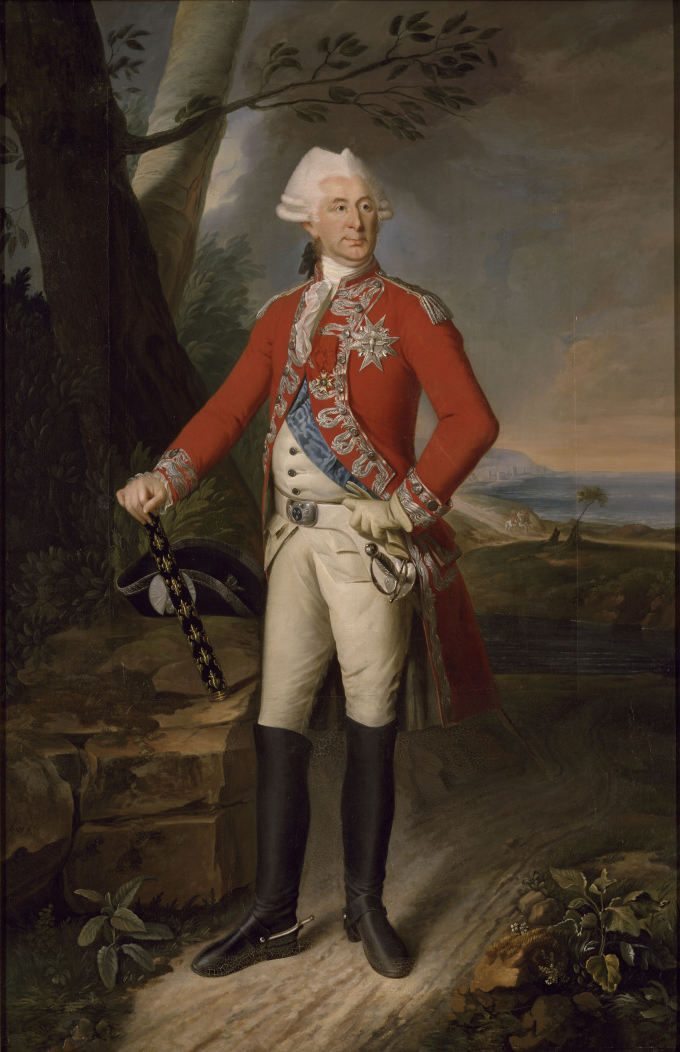
Porträt von Charles Eugène Gabriel de La Croix de Castries (1727–1801)
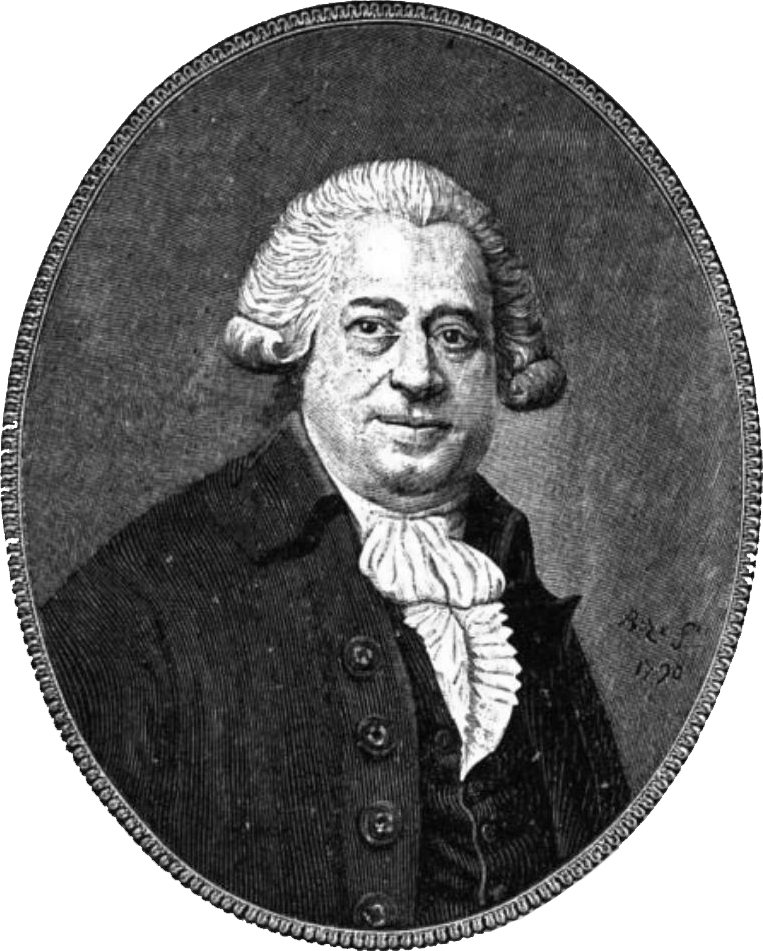
Porträt von Guy-Jean-Baptiste Target (1733–1807)
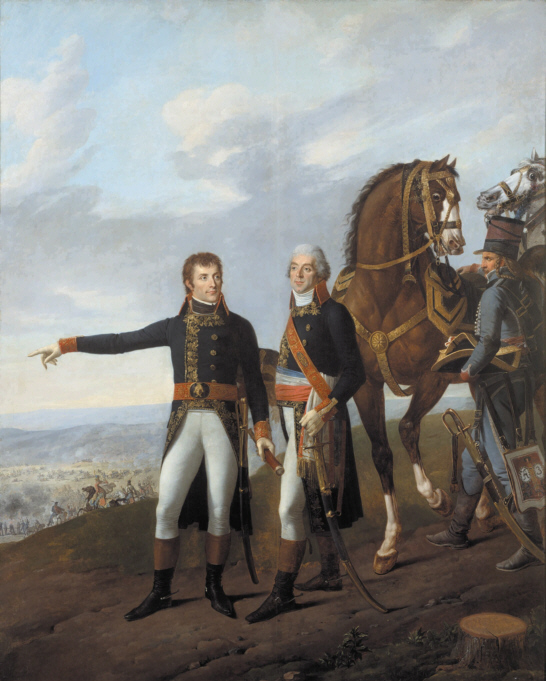
Bonaparte und sein Stabschef Berthier in der Schlacht bei Marengo.
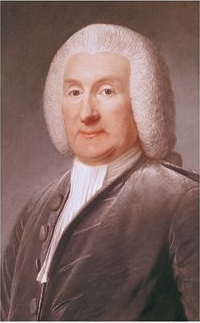
Porträt von Antoine de Sartine (1729–1801)
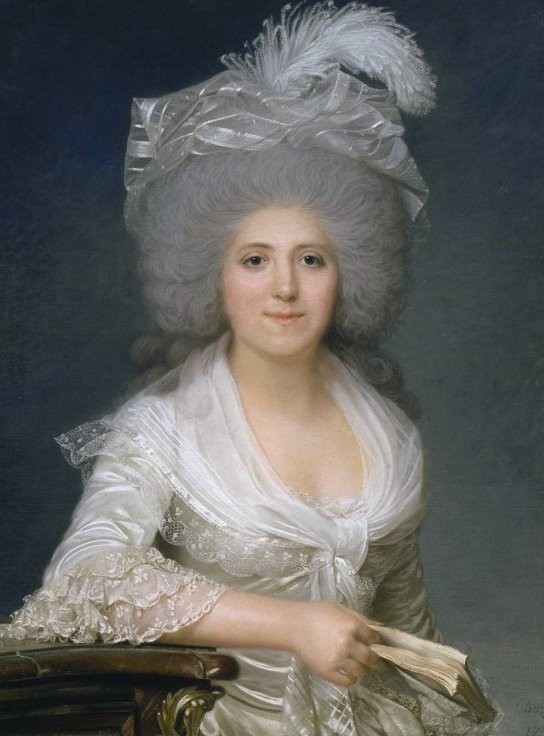
Porträt von Jeanne Louise Henriette Campan (1752–1822)
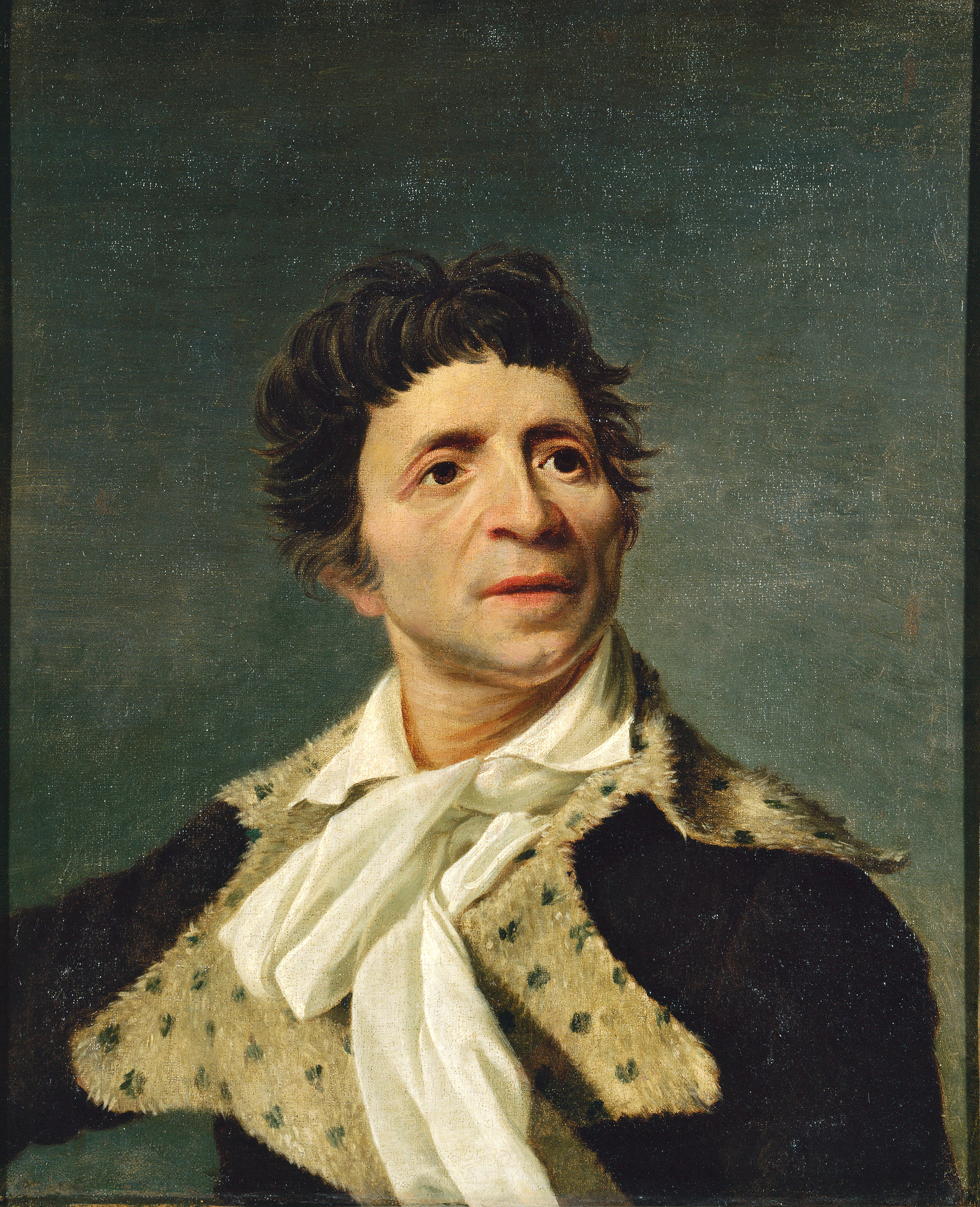
Porträt von Jean Paul Marat (1743–1793)